# Théville
Théville är en kommun i departementet Manche i regionen Normandie i norra Frankrike. Kommunen ligger i kantonen Saint-Pierre-Église som tillhör arrondissementet Cherbourg. År 2022 hade Théville 311 invånare.

## Befolkningsutveckling
Antalet invånare i kommunen Théville
| Referens: INSEE |